# Маршалл Гарві Стоун
Маршалл Харві Стоун (англ. Marshall Harvey Stone; 8 квітня 1903, Нью-Йорк — 9 січня 1989 року, Мадрас, Індія) американський математик, який сприяв вивченню таких розділів математики, як реальний аналіз, функціональний аналіз та булева алгебра.

## Біографія
Стоун — син Гарлана Фіска Стоуна, який був Головним суддею Сполучених Штатів в 1941–1946 роках. Сім'я Маршала Стоуна очікувала, що він стане юристом, як його батько. Але Маршал полюбив математику, коли навчався в Гарвардському університеті. Він отримав ступінь доктора математичних наук (Ph.D.) у Гарвардському університеті 1926 року, захистивши дисертацію з диференціальних рівнянь під керівництвом Біркгофа Джорджа Девіда. Починаючи з 1925 року Маршал починає викладати. Спочатку у Гарвардському, а згодом у Єльському та Колумбійському університетах. Стоуна було підвищено до посади професора (англ. Full Professor) у Гарварді в 1937 році.
Під час Другої світової війни Стоун виконував секретні дослідження як співробітник «Служби Військово-морських Операцій» і «Служби Начальника штабу» Департаменту війни Сполучених Штатів Америки. У 1946 він став деканом факультету математики в Чиказькому університеті (цю посаду він займав до 1952). Він працював в цьому університеті до 1968, після чого він викладав в Массачусетському університеті в Емгерсті до 1980 року.
Факультет, до якого він долучився у 1946 році, був у поганому стані(хоча в кінці 20-ого століття це був найкращий з американських математичних факультетів, завдяки лідерству Еліекіма Гастингса Мура англ. Eliakim Hastings Moore). Стоун зробив колосальну роботу для того, щоб Чиказький факультет знову став популярним, головним чином завдяки найняттю Пола Річарда Халмоша, Андре Вейля, Саундерса Маккейна, Антоні Зігмунда і Чень Синьшеня (кит.: 陳省身).

## Роботи
У 1930-х роках Стоун зробив такі важливі праці:
- У 1930 році він довів знамениту теорему єдності Стоуна — фон Неймана.
- У 1932 році він опублікував класичну монографію на 662 сторінки під назвою Лінійні перетворення в Гільебртовому просторі та їх застосування в аналізі з представленням ермітівих операторів. Велика частина його змісту в даний час вважається частиною функціонального аналізу.
- У 1932 році він довів гіпотези Германа Вейля у спектральній теорії, що випливають із застосування теорії груп до квантової механіки.
- У 1934 році він опублікував дві статті з викладом того, що зараз називається Компактифікація Стоуна-Чеха. Ця теорія виросла з його намаганнями глибше зрозуміти свої результати по спектральнії теорії.
- У 1936 році він опублікував велику статтю, яка включала теорему Стоуна про представлення булевих алгебр, важливий результатом для математичної логіки та універсальної алгебри.
- Теорема Стоуна-Вейєрштрасса істотно узагальнила теорему Вейерштрасса про рівномірне наближення неперервних функцій до многочленів.

Стоун був обраний в Національну академію наук (США) в 1938 році. Він був головою Американського математичного товариства (1943–1944 роки) і Міжнародного математичного союзу (1952–1954 роки). У 1982 році він був нагороджений Національною науковою медаллю США.

## Вибрані публікації
- A comparison of the series of Fourier and Birkhoff. Trans. Amer. Math. Soc. 28 (4): 695—761. 1926. MR 1501372.
- Linear transformations in Hilbert space and their applications to analysis. New York: American Mathematical Society. 1932.[9]
- Boolean algebras and their applications to topology. Proc Natl Acad Sci U S A. 20 (3): 197—202. 1934. PMC 1076376.
- The theory of real functions. Ann Arbor: Edwards Brothers. 1940.
- Mathematics and the future of science. Bull. Amer. Math. Soc. 63 (2): 61—76. 1957. MR 0086013.
- Lectures on preliminaries to functional analysis. Madras: Institute of Mathematical Sciences. 1963. Notes by B. Ramachandran{{cite book}}:  Обслуговування CS1: Сторінки зі значенням параметра postscript, що збігається зі стандартним значенням в обраному режимі (посилання) (50 pages)